# Смольниця (Сілезьке воєводство)
Смольниця (пол. Smolnica) — село в Польщі, у гміні Сосніцовиці Гливицького повіту Сілезького воєводства.
Населення — 1237 осіб (2011).
У 1975—1998 роках село належало до Катовицького воєводства.

## Демографія
Демографічна структура станом на 31 березня 2011 року:
|          | Загалом | Допрацездатний вік | Працездатний вік | Постпрацездатний вік |
| -------- | ------- | ------------------ | ---------------- | -------------------- |
| Чоловіки | 624     | 130                | 422              | 72                   |
| Жінки    | 613     | 103                | 378              | 132                  |
| Разом    | 1237    | 233                | 800              | 204                  |